# Пиньятелли, Франческо (старший)
Франческо Пиньятелли (итал. Francesco Pignatelli; 6 февраля 1652, Сенизе, Неаполитанское королевство — 5 декабря 1734, Неаполь, Неаполитанское королевство) — итальянский куриальный кардинал. Племянник Папы Иннокентия XII. Архиепископ Таранто с 27 сентября 1783 по 19 февраля 1703. Апостольский нунций в Польше с 20 марта 1700 по 19 февраля 1703. Архиепископ Неаполя с 19 февраля 1703 по 5 декабря 1734. Вице-декан Священной Коллегии Кардиналов с 19 ноября 1725 по 5 декабря 1734. Кардинал-священник с 17 декабря 1703, с титулом церкви Санти-Марчеллино-э-Пьетро с 11 февраля 1704 по 26 апреля 1719. Кардинал-епископ Сабины с 26 апреля 1719 по 12 июня 1724. Кардинал-епископ Фраскати с 12 июня 1724 по 19 ноября 1725. Кардинал-епископ Порто и Санта-Руфина с 19 ноября 1725 по 5 декабря 1734.